# Joaca de-a Dumnezeu (Star Trek: Deep Space Nine)
„Joaca de-a Dumnezeu” este cel de-al 37-lea episod din serialul de televiziune SF Star Trek: Deep Space Nine. Este cel de-al 17-lea episod al celui de-al doilea sezon. „Joaca de-a Dumnezeu” a fost difuzat la televiziune pe 26 februarie 1994.
Plasat în secolul al XXIV-lea, serialul urmărește aventurile de pe Deep Space Nine, o stație spațială situată în apropierea unei găuri de vierme stabile între cadranele Alfa și Gamma ale galaxiei Calea Lactee, în apropierea planetei Bajor. Acest episod explorează specia extraterestră cunoscută sub numele de Trill, dintre care unii sunt uniți simbiotic cu creaturi cu viață lungă cunoscute sub numele de „simbioți”. În acest episod, în timp ce ofițerul Trill Jadzia Dax este mentorul unui candidat la unire, un proto-univers amenință să distrugă stația și planeta Bajor.

## Prezentare
Arjin, un tânăr Trill, sosește pe Deep Space Nine. Jadzia Dax urmează să-l evalueze pentru a stabili dacă este potrivit pentru a i se alătura un simbiont; perspectiva îl face să se simtă prost și să fie în defensivă, deoarece gazdele simbiontului Dax au avut reputația de a fi mentori foarte duri, în special predecesorul Jadziei, Curzon. Când Arjin o întâlnește pe Jadzia, este surprins să o găsească relaxată și cu un spirit liber.
Prima sarcină a lui Arjin este să o însoțească pe Dax prin gaura de vierme într-o navetă. Are loc un accident, iar cei doi Trilli aduc naveta avariată înapoi pe stație, cu o masă ciudată atașată de el. Inginerul-șef O'Brien îndepărtează masa și o ține în siguranță pentru a o studia mai departe.
Între timp, Dax a început să-l cunoască pe Arjin. El pare distant, dar preocupat de ceea ce cred ceilalți despre el și solicită un simbiont în principal pentru a-i face pe plac tatălui său. Pare să aibă puține interese sau obiective. Dax are emoții în privința confruntării cu Arjin în legătură cu motivațiile sale. Prietenul ei, Benjamin Sisko, îi amintește că, în timpul antrenamentului ei sub conducerea celebrului Curzon, acesta a fost foarte dur cu ea și i-a pus la încercare încrederea în sine.
O infestare cu gândaci cardassieni scurtcircuitează diverse echipamente, inclusiv câmpul de izolare pentru masa neidentificată din laborator. Arjin și Dax își dau seama că acea materie ar putea fi de fapt un mic univers. Acesta se extinde rapid și în curând va reprezenta un pericol pentru stație. Echipajul se pregătește să distrugă universul, dar se oprește când Dax constată că acesta conține semne de viață.
În timp ce Sisko se gândește la această problemă, Dax vorbește cu Arjin despre performanța sa. Ea dezvăluie că așteptările mari ale lui Curzon față de ea au ajutat-o de fapt să devină mai puternică și mai pregătită să devină gazdă. Înainte de a se alătura lui Dax, Jadzia era timidă și sensibilă, iar Curzon o făcea adesea să plângă. Cu toate acestea, în cele din urmă, ea a obținut simbiontul ei și îl încurajează pe Arjin să depună mai multe eforturi.
Sisko decide că proto-universul trebuie să fie eliminat din Deep Space Nine. Dax și Arjin se îmbarcă într-o navetă pentru a transporta universul înapoi prin gaura de vierme. Ea îi permite lui Arjin să preia cârma, o provocare pe care acesta o acceptă.
În timp ce se grăbesc să treacă prin gaura de vierme, protouniversul în expansiune devine instabil, făcând ca naveta să fie dificil de pilotat. Navigația atentă a lui Arjin îi scoate din pericol și eliberează micul univers în spațiu; astfel își dovedește valoarea și își câștigă recomandarea pozitivă din partea Jadziei Dax.